# علي محمد أفغاني
علي محمد أفغاني (بالفارسية: علی‌محمد افغانی) من مواليد 1922 في مدينة كرمانشاه الايرانيه. هو من الكتاب المشهورين الإيرانيين وصاحب روايه «زوجه سته آهو» المعروفة.
من كتبه: سيندخت، نسيج الزل، المحكوم بالإعدام، كرز ثمره الجنة و...